# میثم یاراحمدی
میثم یاراحمدی (۴ شهریور۱۳۶۹) ورزشکار سابق رشته کاراته اهل لرستان و مربی کنونی تیم ملی کاراته ایران است.